# Raión de Sonkovo
El raión de Sonkovo (ruso: Сонко́вский райо́н) es un distrito administrativo (raión) ruso perteneciente a la óblast de Tver. Su forma de autogobierno local es desde 2022 la de ókrug municipal (Сонко́вский муниципальный округ), albergando su territorio un único ayuntamiento con sede en la capital distrital homónima. Se ubica en el este de la óblast.
En 2022, el raión tenía una población de 6722 habitantes, de los cuales 3553 vivían en el asentamiento de tipo urbano de Sonkovo. Los otros algo más de tres mil habitantes se repartían en 181 localidades rurales, de las cuales las más pobladas son Belianitsy (de unos quinientos habitantes), Gorka y Gladyshevo (estas dos últimas de unos doscientos habitantes cada una).
El raión es limítrofe al este con la vecina óblast de Yaroslavl.